# Balthasar-Neumann-Kaserne (Ebern)
Die Balthasar-Neumann-Kaserne war eine Garnison der deutschen Bundeswehr in der bayerischen Stadt Ebern. Benannt wurde sie nach dem Barockbaumeister und Obristen Balthasar Neumann. Sie wurde 1963 fertiggestellt und diente seither vorwiegend zur Unterbringung von Einheiten der Panzergrenadier-, der Jäger- und der Heeresaufklärungstruppe. Sie umfasste etwa 30 Hektar und wurde 2004 geschlossen. Sie wurde im Rahmen der Konversion zu einem Gewerbegebiet entwickelt.

## Bau und Nutzung durch die Bundeswehr
Die 1955 neu gegründete Bundeswehr benötigte für die Unterbringung ihrer Verbände und Einheiten Truppenunterkünfte. Dabei wurden zum einen von ehemaligen alliierten Besatzungstruppen freigemachte Kasernen übernommen. Zum anderen beendete der Bund zivile Nutzungen von Garnisonen, die noch in seinem Eigentum standen. Diese Maßnahmen allein reichten jedoch nicht aus, um den Bedarf zu decken. Daher musste der Bund weitere Kasernen neu errichten und ermöglichte es Kommunen, sich für die Stationierung der Bundeswehr zu bewerben. Bereits 1955 bemühte sich die Stadt Ebern um eine Garnison. Am 1. April 1960 begannen die Arbeiten zur Errichtung der Kaserne. Es entstanden eine Kantine, ein Sanitätszentrum, neun Unterkunfts-, zwei Büro- und ein Wachgebäude, eine Heizzentrale, eine Instandsetzungshalle, ein offenes Lager, zwei Kfz-Hallen, ein Lagergebäude und zwei Kfz-Schutzdächer.
Ein Vorauskommando des Panzergrenadierbataillons 101 traf am 16. November 1962 in Ebern ein. Die Übergabe der Truppenunterkunft an die Bundeswehr und der Einzug des Bataillons fanden am 24. Oktober 1963 statt.
Bis Ende der 1970er Jahre erfuhr die Kasernenanlage weitere bauliche Ergänzungen: mehrere Lehrsäle, der Kleinkaliber-Schießstand und ein offenes Lager wurden 1964 fertig. 1965 kam eine Sporthalle hinzu. 1966 konnte ein ABC-Übungsraum übergeben werden. 1973 erhielt die Garnison ein Feldhaus. Ein offenes Lager wurde 1978 vollendet. 1979 erfolgte der Bezug eines neuen Feldwebel- und Offizierswohnheims. Ab der zweiten Hälfte der 1980er Jahre erfolgten umfassende Erweiterungen und Modernisierungen der Kaserne: 1987 konnten ein Bürogebäude, vier Unterkunftsgebäude und eine Instandsetzungshalle fertiggestellt werden. Ein Lagergebäude, eine weitere Instandsetzungshalle, eine Kfz-Halle, ein Kfz-Schutzdach, ein Technik- und ein Unterkunftsgebäude erhielt die Garnison ein Jahr später hinzu. Die Sanierung des Sanitätszentrums fand ebenfalls 1988 statt. 1989 wurden die Kantine und ein Unterkunftsgebäude modernisiert. Ein Jahr später erfolgte die Sanierung eines weiteren Unterkunftsblocks. 1991 erhielt die Kaserne eine weitere Ausbildungshalle und Lagerräume für Sonderabfälle. 1993 folgte die Modernisierung eines weiteren Unterkunftsgebäudes. 2000 kamen noch eine neue Tankstelle und eine Werkstatt hinzu. Mit dem für über 100 Millionen DM erfolgten Umbau von Unterkunftsblöcken nach dem Standard „Kaserne 2000“ wurde die Kaserne zu einer der modernsten in der Bundesrepublik.
Am 9. November 1989, dem Tag des Falls der Berliner Mauer, nahm die Kaserne 213 Übersiedler aus der DDR auf, die über Ungarn und Österreich zunächst in Passau angekommen waren.
Folgende Einheiten, Verbände, Dienststellen und Stäbe waren in der Balthasar-Neumann-Kaserne stationiert:
| Einheit                                                     | Stationierung ab                                     | Herkunft | Stationierung bis  | Verbleib |
| ----------------------------------------------------------- | ---------------------------------------------------- | --- | ------------------ | --- |
| Panzergrenadierbataillon 101                                | 24. Oktober 1963 (Vorauskommando: 16. November 1962) | verlegt nach Aufstellung am 22. August 1961 aus Clausthal-Zellerfeld, Oberharz-Kaserne | 30. September 1970 | in Jägerbataillon 101 umgegliedert                                                                             |
| Ausbildungskompanie 10/4                                    |                                                      | neu aufgestellt |                    | aufgelöst |
| Ausbildungskompanie 15/4                                    |                                                      | neu aufgestellt |                    | aufgelöst |
| Standortfernmeldeanlage 626/121                             | 1. Januar 1970                                       | neu aufgestellt | 30. November 1994  | aufgelöst |
| Jägerbataillon 101                                          | 1. Oktober 1970                                      | aus Panzergrenadierbataillon 101 | 31. März 1981      | in Panzergrenadierbataillon 103 umgegliedert                                                                   |
| Panzeraufklärungsbataillon 12                               | 1. April 1971                                        | verlegt nach Aufstellung am 1. Oktober 1970 in Wildflecken, Rhön-Kaserne; 2./Panzeraufklärungsbataillon 12 wurde bereits am 1. Juli 1966 in Hardheim, Carl-Schurz-Kaserne, gebildet und im November 1970 nach Ebern verlegt | 30. September 2004 | aufgelöst |
| Materialausstattung Sanitätsbereich 64/1                    | 1. Juli 1972                                         | neu aufgestellt | 30. Juni 1997      | aufgelöst |
| Panzeraufklärungsausbildungskompanie 3/12                   | 1. Juli 1986                                         | verlegt nach Aufstellung am 1. April 1980 aus Wildflecken | 30. September 1993 | aufgelöst |
| Panzergrenadierbataillon 103                                | 1. April 1981                                        | aus Jägerbataillon 101 | 30. September 1992 | aufgelöst |
| Kasernenfeldwebel mit Standortaufgaben Ebern                | 1. April 1981                                        | neu aufgestellt | 30. September 1994 | aufgelöst |
| Standortfeldwebel Ebern                                     | 1. April 1981                                        | neu aufgestellt | 31. März 1999      | aufgelöst |
| Fernmeldedienstgruppe 626/12                                | 1. April 1981                                        | neu aufgestellt | 30. November 1994  | aufgelöst |
| Panzerspähzug 35 (Brigadespähzug Panzergrenadierbrigade 35) | 1. Dezember 1986                                     | verlegt aus Hammelburg und bereits seit 1. Oktober 1986 im Frieden in Panzeraufklärungsbataillon 12 eingegliedert | 31. Dezember 1994  | aufgelöst, als IV. Zug in 2./Panzeraufklärungsbataillon 12 eingegliedert                                       |
| Panzerspähzug 36 (Brigadespähzug Panzerbrigade 36)          | 27. November 1986                                    | verlegt aus Bad Mergentheim und im Frieden in Panzeraufklärungsbataillon 12 eingegliedert |                    | aufgelöst |
| Radarzug 12                                                 | 1. April 1971                                        | verlegt mit 1./Panzeraufklärungsbataillon 12 aus Wildflecken |                    | aufgelöst |
| Fahrschulgruppe Ebern                                       | 1. Januar 1986                                       | neu aufgestellt | 31. März 1993      | ging in Fahrschulverbund Ebern auf                                                                             |
| Zahnarztgruppe 603/2                                        | 1. Juli 1986                                         | neu aufgestellt | 31. Dezember 1998  | aufgelöst |
| Panzeraufklärungskompanie 120                               | 1. Januar 1993                                       | neu aufgestellt (aus 2./Panzeraufklärungsbataillon 12) | 4. April 2004      | umgegliedert zur Luftlandeaufklärungskompanie 260 und zunächst verlegt nach Freyung, Kaserne Am Goldenen Steig |
| Panzeraufklärungskompanie 300 (Geräteeinheit)               | 1. Januar 1993                                       | neu aufgestellt | 31. Dezember 2003  | aufgelöst |
| Fahrschulverbund Ebern                                      | 1. April 1993                                        | aus Fahrschulgruppen Ebern, Mellrichstadt und Hammelburg | 31. März 1994      | ging in Kraftfahrausbildungszentrum Ebern auf                                                                  |
| Kraftfahrausbildungszentrum Ebern                           | 1. April 1994                                        | aus Fahrschulverbund Ebern und Fahrschulgruppe Bayreuth | 22. April 2004     | aufgelöst |

Das Ende des Kalten Krieges und die mit dem Zwei-plus-Vier-Vertrag eingegangene Verpflichtung zur Reduzierung der Bundeswehr hatten für den Standort Ebern weitreichende Folgen. Gegen die Pläne zur Schließung der Kaserne demonstrierten im Januar 2001 mehr als 1000 Menschen. Das Stationierungskonzept der Bundeswehr von 2001 besiegelte jedoch für diese Garnison das Aus. Am 30. September 2004 verließen die letzten Soldaten die Kaserne. Zum 31. März 2005 folgte noch die Auflösung der Standortverwaltung in Ebern.

## Konversion
Bereits am 6. Dezember 2001 leitete die Stadt Ebern vorbereitenden Untersuchungen für eine städtebauliche Entwicklungsmaßnahme ein. Der Bund als Eigentümer der Flächen beauftragte seinerseits eine Standort- und Flächenpotenzialanalyse. Am 27. und 28. Februar 2004 fanden hierzu öffentliche Workshops zur Bürgerbeteiligung statt. Im Ergebnis wurden Einzel- und Mischnutzungen von „Wohnen“ und „Gewerbe“ zugunsten einer Kombination von Natur/Motorsport/Technik in einem „Motorpark“ verworfen.
Am 15. Dezember 2005 beschloss der Stadtrat von Ebern die Aufstellung eines Bebauungsplans für das Gebiet „Ehemaliges Bundeswehrgelände mit Kasernenbereich“. Umfasst war vom geplanten Geltungsbereich auch der etwa 290 Hektar große Standortübungsplatz. Der zweite Entwurf des Bebauungsplans vom 24. April 2008 legte insgesamt 32 Sondergebiete fest. Den Schwerpunkt bildete die Planung eines Verkehrssicherheitszentrums mit Fahranlagen für Fahrsicherheits- und Fahrtechnikübungen, für Motorsport sowie für Versuchsfahrten, Off-Road-Anlagen, Flächen für die Präsentation von Fahrzeugen, Kartbahnen, aber auch einen Hochseilgarten, Aussichtsplattformen, Zuschauerbereiche, Schank- und Speisewirtschaften, andere Sport- und Bildungsstätten, Einzelhandelsbetriebe mit dem Schwerpunkt auf Kraftfahrzeughandel und Kart-Fahrzeuge einschließlich Zubehör. Am 22. Januar 2009 verabschiedete der Stadtrat den Bebauungsplan.
Zum 31. Dezember 2008 erwarb die Stadt Ebern vom Bund das gesamte Militärgelände für 500.000 Euro. Doch die Konversion stieß auf Widerstand.
Der Stadtrat von Ebern beschloss im August 2009, das Kasernenareal nicht an einen Investor, sondern parzelliert zu veräußern. Bereits im September 2009 erwarb ein Unternehmen eine 36.800 Quadratmeter große Teilfläche der ehemaligen Kaserne.
Der Bund für Umwelt und Naturschutz Deutschland ging ab 2006 mit Klagen gegen beabsichtigte Nutzungen als Offroad-Park und Standort von Photovoltaikanlagen sowie Normenkontrollanträgen gegen die entsprechende Bebauungsplanung der Stadt Ebern vor. Er sah insbesondere durch die Nutzung des ehemaligen Standortübungsplatzes, auf dem ein FFH-Gebiet ausgewiesen worden war, die Artenvielfalt gefährdet. Stadt Ebern und der Umweltverband bewegten sich aufeinander zu. Während die Stadt auf die Offroad-Nutzungen des Übungsgeländes im Rahmen des ursprünglich angedachten Motorparks verzichtete, gab der Verband seinen Widerstand gegen die Errichtung einer Photovoltaik-Anlage auf.
Am 4. Februar 2010 fasste der Stadtrat von Ebern den Aufstellungsbeschluss eines vorhabenbezogenen Bebauungsplans mit integriertem Grünordnungsplan „Solarpark Photovoltaik Standortübungsplatz Ebern“ und mit 1. Bebauungsplan-Änderung „Ehemaliges Bundeswehrgelände mit Kasernenbereich“. Damit ermöglichte die Stadt die Errichtung eines Solarparks auf einem Teil des früheren Standortübungsgeländes. Der Bebauungsplan wurde als Satzung am 20. Mai 2010 beschlossen.
Bereits am 9. Juli 2010 erlangte die 2. Änderung des Bebauungsplans „Ehemaliges Bundeswehrgelände mit Kasernenbereich“ Rechtskraft, die die Nutzungen des Kasernenareals außerhalb der ursprünglichen Zweckbestimmung „Fahrsicherheit und Freizeit“ erweiterte.
Mit der vom Stadtrat Ebern am 20. September 2012 beschlossenen Aufstellung der 3. Änderung des Bebauungsplans „Ehemaliges Bundeswehrgelände mit Kasernenbereich“, die am 25. April 2013 verabschiedet und am 31. Mai 2013 rechtskräftig wurde, erfolgten Beschränkungen hinsichtlich der Zulässigkeit von baulichen Fahranlagen auf dem ehemaligen Gelände des Standortübungsplatzes.
Im Januar 2017 waren alle 44 Gebäude der Kaserne verkauft oder durch die Stadt selbst in Nutzung. Die bereits angesiedelten Gewerbebetriebe, hauptsächlich Handwerksbetriebe, produzierendes Gewerbe, Schank- und Speisewirtschaften sowie Beherbergungsbetriebe beschäftigten etwa 170 Mitarbeiter. Die Sporthalle wurde Vereinen und Schulen zur Verfügung gestellt. Es entstanden soziale Einrichtungen und eine Rettungswache. Die Kantine wurde zu einer Veranstaltungshalle umgenutzt. Ein Gebäude diente der Unterbringung von Asylbewerbern. 2018 waren noch 5 Gebäude ohne Nutzung. In einem Gebäude wurde zudem ein Garnisonsmuseum eingerichtet. Die ehemalige Garnison erhielt den Namen Gewerbepark „Alte Kaserne“.
Für das FFH-Gebiet 930-371 „Ehemaliger Standortübungsplatz Ebern und Umgebung“ wurde 2023 ein Managementplan vorgelegt, der im Februar 2024 in Kraft trat.